# Jan Bolland
Janice "Jan" Bolland (ur. 25 stycznia 1966 w Cheyenne) – amerykańska kolarka szosowa i przełajowa, dwukrotna medalistka mistrzostw świata.

## Kariera
Największy sukces w karierze Jan Bolland osiągnęła w 1992 roku, kiedy wspólnie z Eve Stephenson, Jeanne Golay i Danute Bankaitis-Davis zwyciężyła w drużynowej jeździe na czas podczas szosowych mistrzostw świata w Benidorm. Na rozgrywanych rok później mistrzostwach świata w Oslo Danute Bankaitis-Davis została zastąpiona przez Dede Demet-Barry, a Amerykanki zajęły drugie miejsce. Ponadto w 1991 roku zdobyła brązowy medal w wyścigu ze startu wspólnego podczas igrzysk panamerykańskich w Hawanie. Startowała także w kolarstwie przełajowym, zdobywając między innymi złoty medal mistrzostw USA w 1996 roku. Nigdy nie brała udziału w igrzyskach olimpijskich.